# Шавловський Микола Семенович
Микола Семенович Шавловський (14 березня 1916, місто Сквира, тепер Київської області — ?, місто Київ) — радянський діяч, секретар Київського міського комітету КПУ, 1-й секретар Жовтневого районного комітету КПУ міста Києва, голова Київської обласної ради профспілок.

## Життєпис
Член ВКП(б) з 1943 року.
У 1955—1958 роках — 1-й секретар Жовтневого районного комітету КПУ міста Києва.
У січні 1958 — 7 квітня 1962 року — секретар Київського міського комітету КПУ.
У 1962 — лютому 1963 року — голова Київської обласної ради професійних спілок.
У лютому 1963 — грудні 1964 року — голова Київської обласної ради професійних спілок по промисловості.
У грудні 1964 — січні 1977 року — голова Київської обласної ради професійних спілок.
Потім — персональний пенсіонер у Києві.

## Нагороди
- медалі
- Почесна грамота Президії Верховної Ради Української РСР (26.03.1966)